# TMEM200A
TMEM200A‏ (Transmembrane protein 200A) هوَ بروتين يُشَفر بواسطة جين TMEM200A في الإنسان.